# 奴隷戦艦
『奴隷戦艦』（どれいせんかん、原題：Billy Budd）は、1962年制作のイギリスの戦争ドラマ映画。
ハーマン・メルヴィルの未完の中編小説『ビリー・バッド』と、それを基にしたルイス・O・コックスとロバート・H・チャップマン作の舞台劇の映画化。俳優のピーター・ユスティノフが監督・製作・脚本・出演の1人4役をこなしている。また、テレンス・スタンプの映画デビュー作であり、彼は本作で第20回ゴールデングローブ賞新人男優賞を受賞した。

## あらすじ
ナポレオン戦争時のイギリス。善良な青年ビリー・バッドは新入りの水兵として軍艦アベンジャー号に乗り、出征する。
だが、その艦内では残忍な水兵長のクラガートが水兵たちを支配、逆らう者を厳しく弾圧していた。そしてある日、仲の良かった同僚が犠牲になったことに怒ったビリーはクラガートを殴り殺してしまった。ビリーに同情的だった艦長のヴィアは何とか彼を救おうと努力するが、軍法会議で死刑が確定、ビリーは処刑された。
そんな中、フランス艦隊との戦いの火ぶたが切られた。激しい戦いの中でヴィアは深傷を負って息絶え、指揮官を失ったアベンジャー号は危機に陥る。それでも残された乗組員たちは必死に戦い、ついに勝利をおさめたのだった。

## キャスト
- ジョン・クラガート：ロバート・ライアン
- エドウィン・フェアファックス・ヴィア艦長：ピーター・ユスティノフ
- ビリー・バッド：テレンス・スタンプ
- スティーヴン・ワイアット：デヴィッド・マッカラム
- シュザンヌ・クルーティエ
- メルヴィン・ダグラス
- ジョン・ネヴィル
- ロナルド・ルイス
- リー・モンタギュー
- ポール・ロジャース
- ナイアル・マクギニス
- レイ・マカナリー